# Jan Karcz
Jan Karcz (Modlnica, 16 ottobre 1892 – campo di concentramento di Birkenau, 25 gennaio 1943) è stato un generale polacco, già distintosi come ufficiale nel corso della prima guerra mondiale, in quello della guerra polacco-ucraina e poi nella guerra sovietico-polacca. Nel 1939 fu nominato comandante del Brigata di cavalleria "Masovia" che diresse al 1 al 24 settembre. Insignito della Croce d'argento dell'Ordine Virtuti militari.

## Biografia

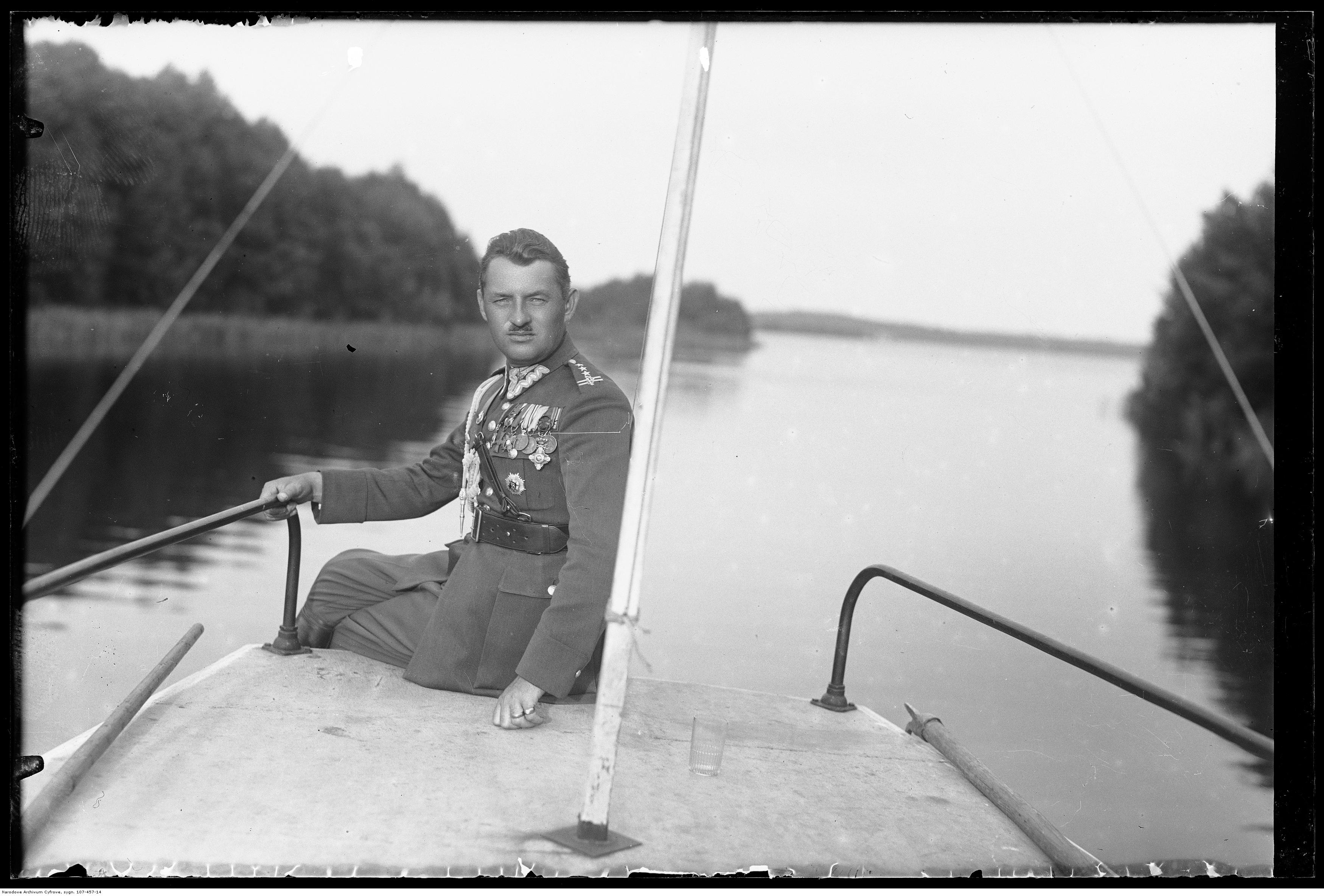
Jan Karcz vicino ad Augustowo.

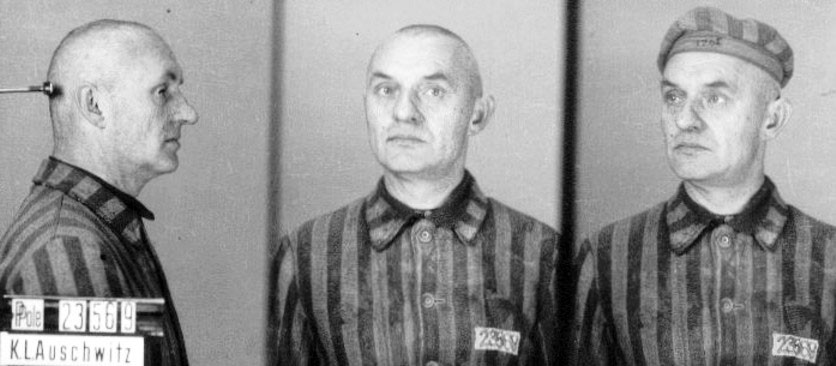
Foto di Jan Karcz del campo di concentramento di Auschwitz-Birkenau.

Nacque a Modlnica il 16 ottobre 1892, figlio di Bartłomiej, un contadino, e di Marianna Wojdył. Nel 1912, dopo aver superato l'esame di maturità a Cracovia, iniziò gli studi presso la facoltà di costruzione di strade e ponti presso il Politecnico di Leopoli (5 semestri). Si diplomò presso la scuola cadetti ufficiali per volontari con ferma di un anno.
Nel 1914 fu mobilitato nell'Imperiale e regio esercito austro-ungarico. Dopo essersi diplomato alla scuola ufficiali degli zappatori di Krems an der Donau, come guardiamarina divenne poi sottotenente e combatté sul fronte serbo e italiano. Nell'ottobre 1918 fu messo in licenza per completare gli studi.
Si arruolò nell'esercito polacco nel novembre 1918. Come tenente prese parte alla guerra polacco-ucraina dapprima alla difesa di Leopoli e poi divenne comandante di squadrone del 7 Pułk Ułanów Lubelskich (7° Reggimento ulani di Lublino) fino al febbraio 1919. Dal febbraio 1919 al settembre 1921 comandò uno squadrone del 7° Reggimento ulani, combattendo nella guerra polacco-sovietica. Quindi commando uno squadrone di linea nel 1° Reggimento di cavalleria, e il 13 aprile 1920 fu promosso al grado di capitano. Nei mesi di luglio e agosto 1920 prestò servizio temporaneamente come comandante del 1° Reggimento di cavalleria. Per il suo coraggio sul campo di battaglia, fu insignito della Croce d'Argento dell'Ordine Virtuti militari e per quattro volte della Croce al Valore.
Dal settembre 1921 al luglio 1922 frequentò il corso per comandanti di squadrone presso la Scuola centrale di cavalleria di Grudziądz, dopo aver completato il quale fu promosso maggiore e divenne comandante di uno squadrone di riserva e poi vice comandante del 1 Pułk Szwoleżerów Józefa Piłsudskiego. Nel novembre 1925 fu nominato impiegato presso il dipartimento di cavalleria del Ministero degli Affari Militari. Negli anni 1926-1928 fu studente del Corso Normale presso la Scuola di guerra di Varsavia. Il 31 ottobre 1928, terminato il corso e conseguito il diploma di ufficiale di Stato maggiore, fu assegnato al 1° Reggimento fanteria con l'incarico di comandante.  Nell'ottobre 1931 divenne capo del dipartimento di cavalleria del Ministero degli affari militari a Varsavia. Nell'aprile 1937 assunse il comando della Brigata di cavalleria "della Masovia" che fu mobilitata nell'agosto 1939 presso gli edifici sull'ippodromo di Służewiec. Alle 3:00 del 27 agosto, dopo aver percorso 50 km, la brigata si fermò ad Aleksandrowo. La tappa successiva, il 28 agosto, vide l'unità arrivare a Łubienica sul fiume Narew. Poi il quartier generale raggiunse Leszno attraverso Pułtusk e il 29 agosto raggiunse Przasnysz.
Nella campagna di settembre del 1939, la brigata di cavalleria sotto il suo comando combatté dure battaglie per ritardare l'avanzata dei tedeschi operando come parte dell'Armata "Modlin" del generale Emil Krukowicz-Przedrzymirski. Secondo gli ordini dati da Krukowicz-Przedrzymirski la Brigata doveva coprire la 20ª Divisione fanteria da est nella posizione difensiva avanzata di Mława-Rzęgnowo, mentre contemporaneamente eseguiva una ricognizione delle truppe tedesche che operavano in questa direzione. In caso di forte pressione da parte delle forze nemiche, la Brigata doveva ritirarsi verso Przasnysz, cercando di mantenere il più a lungo possibile la linea Rudno Jeziorowe-collina 190.5-Morawy Wielkie-Łazanie.  L'unità prese parte alla difesa di Mława, combattendo nella zona di Krzynowłoga Mała e Chorzele, nonché vicino a Przasnysz, Pułtusk e Wyszków. Terminò le operazioni di combattimento il 24 settembre vicino a Górecko Stary, dove fu sconfitta dopo una battaglia sanguinosa e poi si sciolse.
Durante l'occupazione della Polonia si dedicò alla lotta cospirativa (pseudonimo  "Jan"). Aderì all'Organizacja Orła Białego (Organizzazione dell'Aquila Bianca) operante a Cracovia, ed insieme ad essa entrò poi nella Związek Walki Zbrojnej (Unione per la lotta armata), distretto di Cracovia. All'inizio del 1941 fu arrestato accidentalmente durante una retata a Tarnów, venendo inizialmente rinchiuso a Lublino nella prigione del Castello, il 27 novembre 1941 fu portato nel campo di concentramento di Auschwitz-Birkenau.
Incarcerato come prigioniero politico (P.Pole) con il numero di matricola 23569, li aderì alla Związek Organizacji Wojskowej, fondata nel campo di Auschwitz dal capitano Witold Pilecki. Probabilmente fu segnalato alla Gestapo del campo nel dicembre 1941 da un traditore. Dopo aver subito un crudele interrogatorio nel bunker del blocco 11, fu rinchiuso in una compagnia penale e deportato nel campo di concentramento di Birkenau. Lì fondò la filiale della ZOW e la diresse fino al gennaio 1943. Il suo quartier generale era un isolato ospedaliero, che veniva ampiamente evitato dagli uomini delle SS in quanto vi venivano rinchiusi i prigionieri affetti da tifo. Il 23 gennaio 1943 fece rapporto al Lagerfürher Hans Aumeier riferendogli di aver scontato la pena di sei mesi e chiedendo di essere trasferito in una prigione normale. Quello stesso giorno fu rinchiuso nel bunker del blocco 11 e il 25 gennaio fu portato al Muro della Morte e fucilato, e il suo corpo fu poi bruciato nel forno crematorio del campo.
L'11 novembre 1969 il presidente della Repubblica di Polonia in esilio August Zaleski, lo nominò postumo al rango di generale di brigata.